# 有明駅 (長野県)
有明駅（ありあけえき）は、長野県安曇野市穂高北穂高にある、東日本旅客鉄道（JR東日本）大糸線の駅である。駅番号は「31」。

## 歴史
1980年代まではほとんどの急行列車が穂高駅を通過して当駅に停車した（アルプス、つがいけ、くろよん　など）。

### 年表
- 1915年（大正4年）8月8日：信濃鉄道の穂高駅 - 当駅間が開通し、開業[3]。旅客・貨物の取扱を開始（一般駅）[4]。
- 1916年（大正5年）9月18日：南松本駅を松本駅に統合して共同使用駅化し、同駅経由での旅客連絡運輸を開始[3]。
- 1926年（大正15年）1月8日：信濃鉄道が全線電化し、旅客列車を電車化[3]。
- 1937年（昭和12年）6月1日：信濃鉄道の国有化[5]。
- 1960年（昭和35年）9月：松本駅 - 信濃大町駅間の貨物列車を電化[6]。
- 1982年（昭和57年）10月31日：貨物の取り扱いを廃止[4]。
- 1983年（昭和58年）3月25日：荷物の扱いを廃止[7]。駅員無配置となり[8]、簡易委託駅となる[9]。
- 1987年（昭和62年）4月1日：国鉄分割民営化に伴い、東日本旅客鉄道（JR東日本）の駅となる[10]。

## 駅構造
島式ホーム1面2線を持つ地上駅である。ホームの西側に2本の線路がある。駅舎とホームは構内踏切で連絡している。かつてはさらに単式ホーム1面1線が存在し、北側に現在もホーム跡が残っている。木造駅舎を有し、駅舎内には石が展示されている。
豊科駅管理の簡易委託駅で、安曇野市に駅業務が委託されている。乗車駅証明書発行機や水洗トイレが設置されている。

### のりば
| 番線 | 路線    | 方向 | 行先               |
| ---- | ------- | ---- | ------------------ |
| 1・2 | ■大糸線 | 上り | 松本方面           |
| 1・2 | ■大糸線 | 下り | 信濃大町・白馬方面 |

付記事項
- 松本駅から当駅を始発・終点とする列車が1日3往復あるほか、松本駅 - 当駅間が車掌乗務で、当駅以北からワンマン運転となる列車（当駅を境に別列車扱い）が存在し、乗務員詰所がある。
- 一部下り列車・終着・始発列車は2番線を使用。

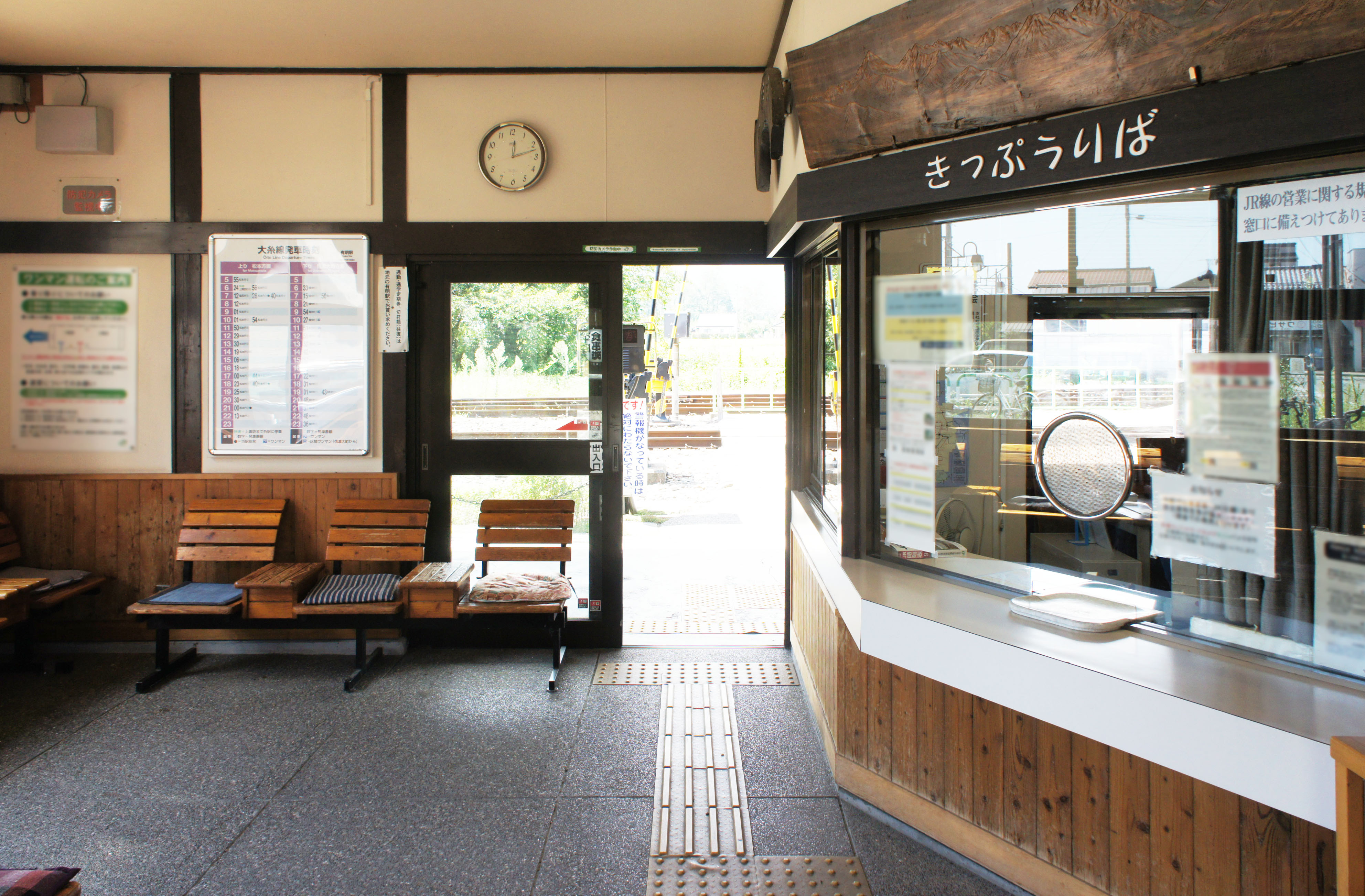
改札口（2021年8月）
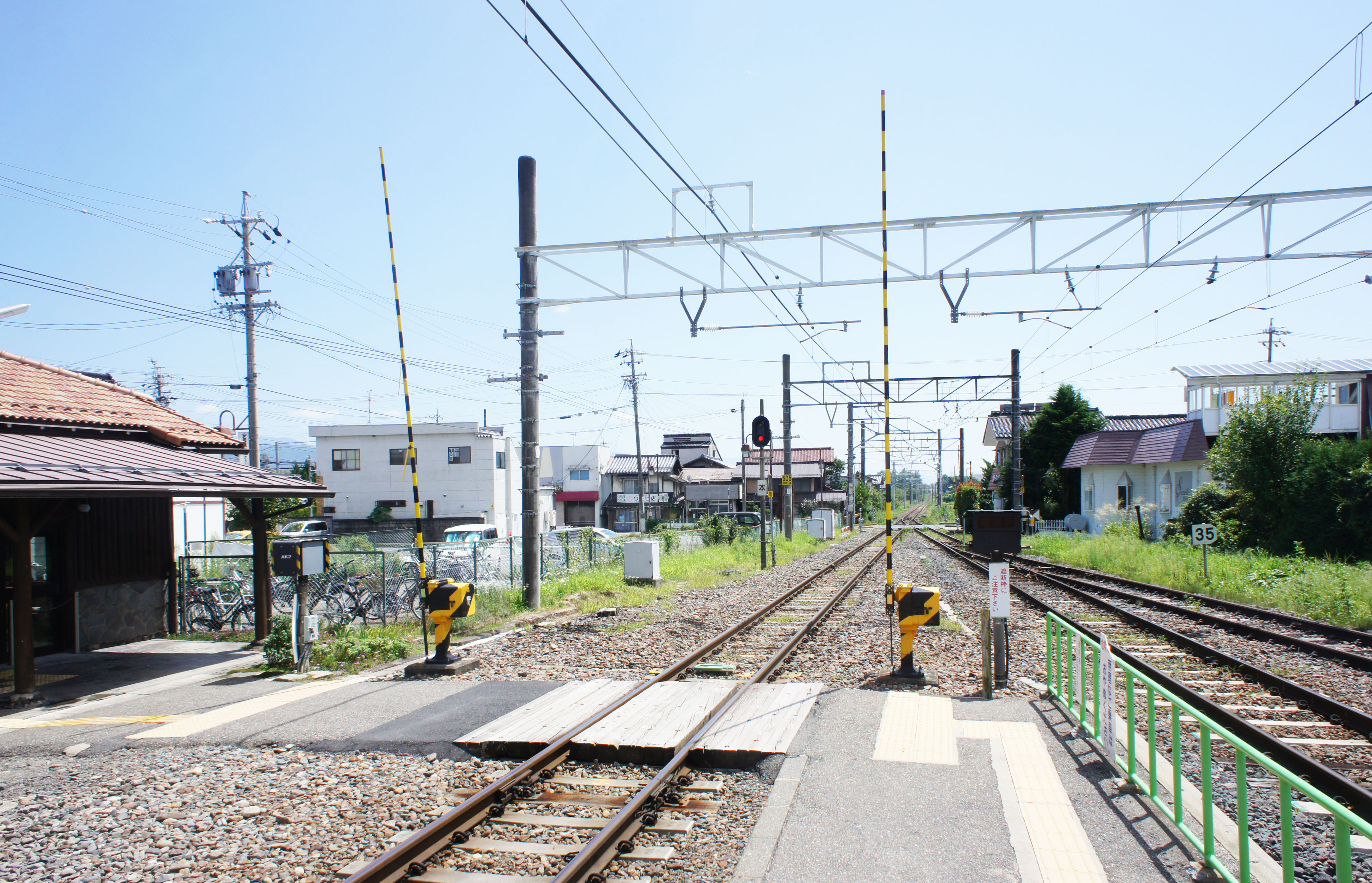
構内踏切（2021年8月）
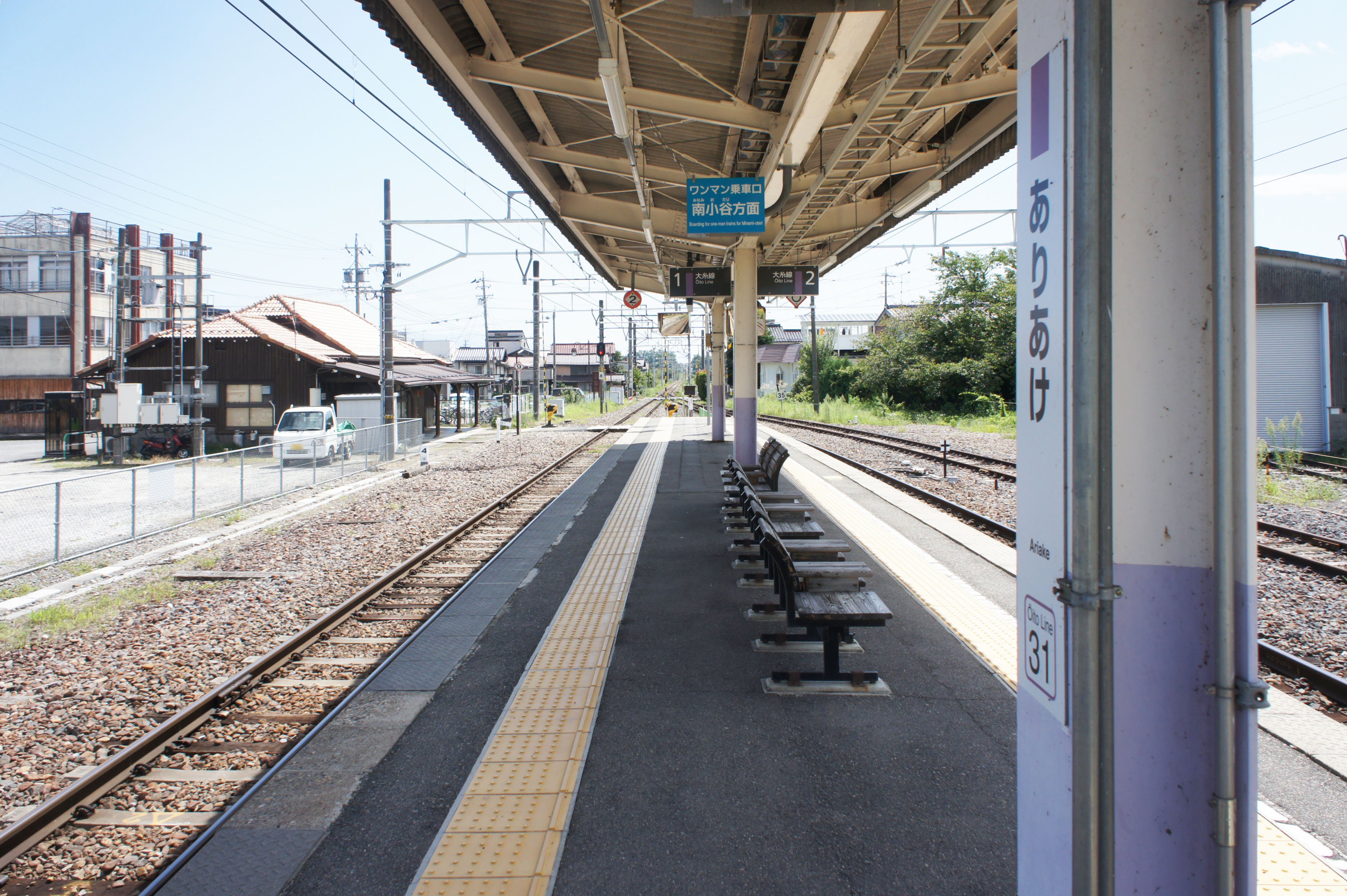
ホーム（2021年8月）

## 利用状況
JR東日本によると、2023年度（令和5年度）の1日平均乗車人員は204人である。
2000年度（平成12年度）以降の推移は以下のとおりである。
| 1日平均乗車人員推移 | 1日平均乗車人員推移 | 1日平均乗車人員推移 | 1日平均乗車人員推移 | 1日平均乗車人員推移 |
| 年度                | 定期外              | 定期                | 合計                | 出典                |
| ------------------- | ------------------- | ------------------- | ------------------- | ------------------- |
| 2000年（平成12年）  |                     |                     | 234                 | [ 利用客数 2 ]      |
| 2001年（平成13年）  |                     |                     | 213                 | [ 利用客数 3 ]      |
| 2002年（平成14年）  |                     |                     | 213                 | [ 利用客数 4 ]      |
| 2003年（平成15年）  |                     |                     | 221                 | [ 利用客数 5 ]      |
| 2004年（平成16年）  |                     |                     | 228                 | [ 利用客数 6 ]      |
| 2005年（平成17年）  |                     |                     | 229                 | [ 利用客数 7 ]      |
| 2006年（平成18年）  |                     |                     | 222                 | [ 利用客数 8 ]      |
| 2007年（平成19年）  |                     |                     | 220                 | [ 利用客数 9 ]      |
| 2008年（平成20年）  |                     |                     | 220                 | [ 利用客数 10 ]     |
| 2009年（平成21年）  |                     |                     | 213                 | [ 利用客数 11 ]     |
| 2010年（平成22年）  |                     |                     | 216                 | [ 利用客数 12 ]     |
| 2011年（平成23年）  |                     |                     | 223                 | [ 利用客数 13 ]     |
| 2012年（平成24年）  | 48                  | 178                 | 227                 | [ 利用客数 14 ]     |
| 2013年（平成25年）  | 47                  | 192                 | 239                 | [ 利用客数 15 ]     |
| 2014年（平成26年）  | 45                  | 187                 | 233                 | [ 利用客数 16 ]     |
| 2015年（平成27年）  | 52                  | 191                 | 243                 | [ 利用客数 17 ]     |
| 2016年（平成28年）  | 52                  | 203                 | 255                 | [ 利用客数 18 ]     |
| 2017年（平成29年）  | 48                  | 210                 | 258                 | [ 利用客数 19 ]     |
| 2018年（平成30年）  | 46                  | 214                 | 260                 | [ 利用客数 20 ]     |
| 2019年（令和元年）  | 45                  | 196                 | 242                 | [ 利用客数 21 ]     |
| 2020年（令和02年）  | 22                  | 184                 | 206                 | [ 利用客数 22 ]     |
| 2021年（令和03年）  | 23                  | 165                 | 188                 | [ 利用客数 23 ]     |
| 2022年（令和04年）  | 24                  | 168                 | 192                 | [ 利用客数 24 ]     |
| 2023年（令和05年）  | 26                  | 177                 | 204                 | [ 利用客数 1 ]      |

一日平均乗車人員（単位：人/日）

## 駅周辺
東口の駅前には国道147号沿いに住宅や商店が多い。かつては国道沿いに商店街を形成していたが、年々閉業が相次いでいる。以前は夜行急行列車もすべて停車し、北アルプス燕岳への登山口として、夜行列車や長距離列車に接続して中房温泉行きのバスが発着し、早朝もタクシーが待機してにぎわったが、中房温泉へのバスターミナルが穂高駅に移されたことに伴い、長距離列車も停車しなくなった。
- 穂高川（別名：乳房川）
- かじかの里公園
- 県道441号（あづみ野やまびこ自転車道）
- 国道147号
- あづみ農業協同組合 北穂高ふれあいセンター
- 安曇野高橋節郎記念美術館
- デンソーエアクール本社
- 高瀬川
- 安曇野市立 穂高北小学校
- 曽根原家住宅
- 池田町営バス「有明駅前」停留所 - 安曇野線[12]

## 駅名について
駅名を有明と名乗るが地籍は北穂高である。有明地区は当駅の西を流れる穂高川の西側に広がる地域である。由来としては、有明山の登山口だったことから有明山にちなんだとする説や有明地区への入口を意味する説と考えられている。

## 隣の駅
東日本旅客鉄道（JR東日本）
■大糸線
快速（上り1本のみ運転）・普通 
穂高駅 (32) - 有明駅 (31) - 安曇追分駅 (30)

### 記事本文
1. 1 2 3 4 5 6 7 8 9 10  信濃毎日新聞社出版部『長野県鉄道全駅 増補改訂版』信濃毎日新聞社、2011年7月24日、102頁。ISBN 9784784071647。
2. 1 2  『大糸線に「駅ナンバー」を導入します』（PDF）（プレスリリース）東日本旅客鉄道長野支社、2016年12月7日。オリジナルの2016年12月8日時点におけるアーカイブ。2016年12月8日閲覧。
3. 1 2 3 4  『東筑摩郡松本市塩尻市誌 第三巻 現代下』 東筑摩郡・松本市・塩尻市郷土資料編纂会、1965年。
4. 1 2  石野哲 編『停車場変遷大事典 国鉄・JR編 II』（初版）JTB、1998年10月1日、208頁。ISBN 978-4-533-02980-6。
5. ↑  大町市史編纂委員会 『大町市史 第四巻 近代・現代』 大町市、1985年9月1日。
6. ↑  大町市史編纂委員会 『大町市史 第五巻 民俗・観光』 大町市、1984年7月1日。
7. ↑  「日本国有鉄道公示第242号」『官報』第16840号1983年3月24日。
8. ↑  「「通報」●大糸線島内駅ほか8駅の駅員無配置について（旅客局）」『鉄道公報』日本国有鉄道総裁室文書課、1983年3月24日、2面。
9. ↑  長野鉄道管理局 編『写真でつづる長野鉄道管理局の歩み』長野鉄道管理局、1987年3月10日、357頁。
10. ↑  『交通年鑑 昭和63年版』 交通協力会、1988年3月。
11. 1 2  “JR東日本：駅構内図・バリアフリー情報（有明駅）”.   東日本旅客鉄道. 2025年5月14日閲覧。
12. ↑  “町営バス 安曇野線” (PDF). 池田町営バス | 長野県・あづみ野・池田町.   池田町 (2025年3月18日). 2025年5月14日閲覧。

### 利用状況
1. 1 2  各駅の乗車人員（2023年度） - JR東日本
2. ↑  各駅の乗車人員（2000年度） - JR東日本
3. ↑  各駅の乗車人員（2001年度） - JR東日本
4. ↑  各駅の乗車人員（2002年度） - JR東日本
5. ↑  各駅の乗車人員（2003年度） - JR東日本
6. ↑  各駅の乗車人員（2004年度） - JR東日本
7. ↑  各駅の乗車人員（2005年度） - JR東日本
8. ↑  各駅の乗車人員（2006年度） - JR東日本
9. ↑  各駅の乗車人員（2007年度） - JR東日本
10. ↑  各駅の乗車人員（2008年度） - JR東日本
11. ↑  各駅の乗車人員（2009年度） - JR東日本
12. ↑  各駅の乗車人員（2010年度） - JR東日本
13. ↑  各駅の乗車人員（2011年度） - JR東日本
14. ↑  各駅の乗車人員（2012年度） - JR東日本
15. ↑  各駅の乗車人員（2013年度） - JR東日本
16. ↑  各駅の乗車人員（2014年度） - JR東日本
17. ↑  各駅の乗車人員（2015年度） - JR東日本
18. ↑  各駅の乗車人員（2016年度） - JR東日本
19. ↑  各駅の乗車人員（2017年度） - JR東日本
20. ↑  各駅の乗車人員（2018年度） - JR東日本
21. ↑  各駅の乗車人員（2019年度） - JR東日本
22. ↑  各駅の乗車人員（2020年度） - JR東日本
23. ↑  各駅の乗車人員（2021年度） - JR東日本
24. ↑  各駅の乗車人員（2022年度） - JR東日本